# Lena Odenthal
Die fiktive Kriminalhauptkommissarin Lena Odenthal ist die Hauptfigur der 1989 vom Südwestfunk gestarteten und seit 1998 vom Südwestrundfunk fortgeführten Tatort-Krimis aus Ludwigshafen am Rhein. Die dienstälteste Ermittlerin der Tatort-Reihe wird von Ulrike Folkerts gespielt. Von 1996 bis Anfang 2018 war Mario Kopper, dargestellt von Andreas Hoppe, Odenthals Kollege. Seit 2014 ergänzt die vom Landeskriminalamt (LKA) kommende Hauptkommissarin Johanna Stern, gespielt von Lisa Bitter, das Ludwigshafener Tatort-Team.

## Figuren

### Aktuell

#### Lena Odenthal

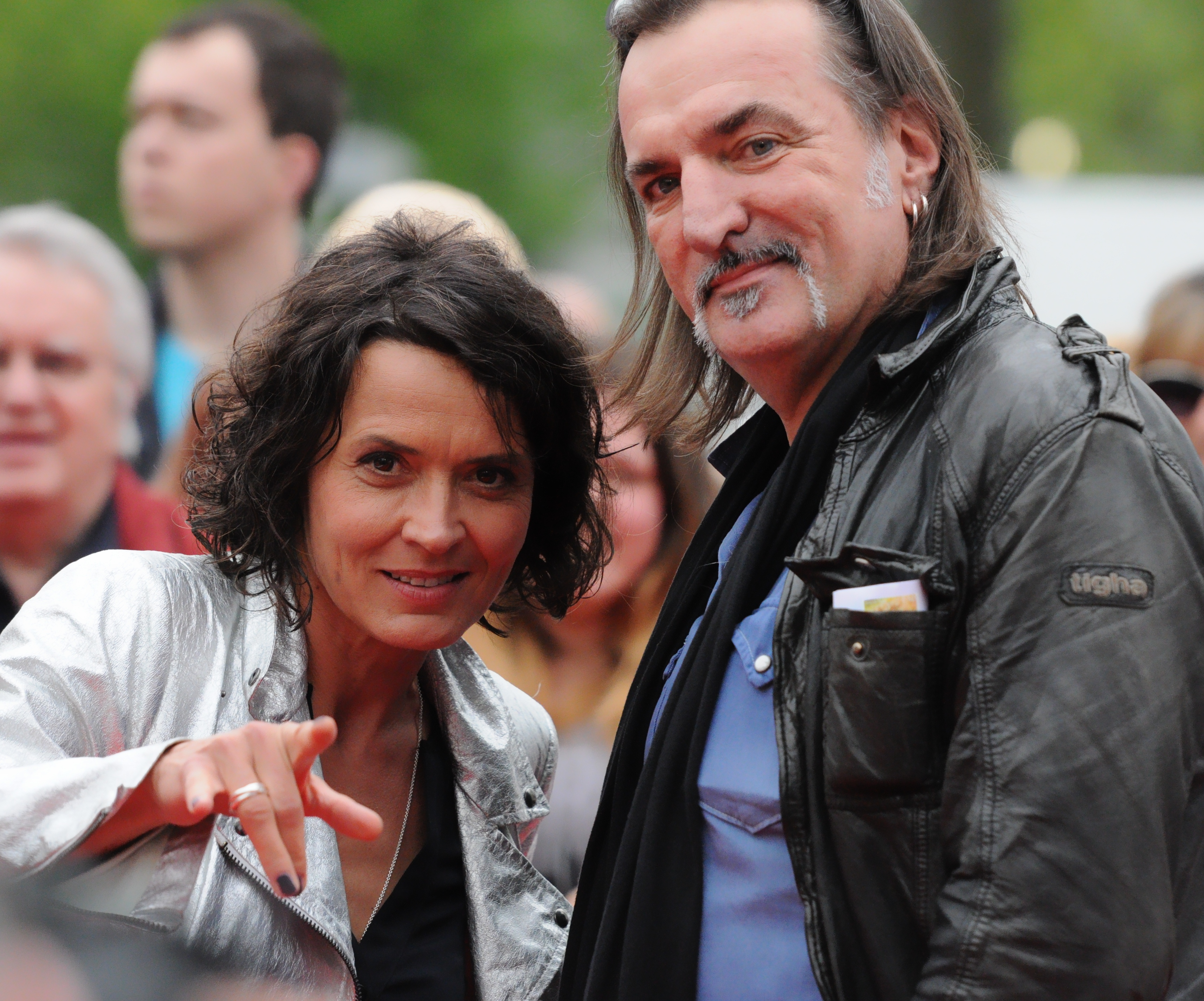
Ulrike Folkerts und Andreas Hoppe bei der Verleihung des Grimme-Preises 2014

Lena Odenthal ist eine starke Frau, die von ihren männlichen Kollegen respektiert wird. Im Laufe der Zeit hat sich ihr Leben verändert. Während sie am Anfang noch ihre Freizeit und Jugend genoss und vielen außergewöhnlichen Hobbys nachging, ist die Hauptkommissarin inzwischen von ihrer Arbeit so gefordert, dass sie in ihrem Leben kaum mehr Platz für berufsfremde Tätigkeiten findet.
Lenas Eltern sind beide gestorben. Ihr Vater war zwanzig Jahre lang Bürgermeister des pfälzischen Siegelbach bei Kaiserslautern. Als ihre Mutter starb, musste sie als älteste Tochter schon früh die Verantwortung zuhause übernehmen. Zu ihren Schwestern hat sie seit dem Tod ihres Vaters keinen Kontakt mehr, und auch nach Siegelbach zieht sie nichts mehr. Lange Zeit wohnte sie mit ihrem Kollegen Mario Kopper und ihrem Kater Mikesch zusammen in einer Wohnung in Ludwigshafen.
Am 3. September 2000 hatte Lena Odenthal einen kurzen Gastauftritt neben Batic und Leitmayr in der Münchner Tatort-Folge Kleine Diebe.
2019 feierte Lena Odenthal ihr 30-jähriges Jubiläum. Sie ist die Ermittlerin mit der längsten Dienstzeit in der Tatort-Geschichte.

#### Johanna Stern
2014 kam Kriminalhauptkommissarin Johanna Stern, Spezialistin für operative Fallanalyse beim LKA in Mainz, während eines Urlaubs von Kopper als dessen Vertretung erstmals nach Ludwigshafen. Die ordnungsliebende Mutter zweier Kinder hat die  Vereinbarung von Familie und Beruf gut im Griff. Anfangs verstand sie sich überhaupt nicht mit Odenthal, was sich später änderte. 2015 ließ sie sich dauerhaft ins Polizeipräsidium Rheinpfalz versetzen. Nach und nach sind Johanna Stern und Lena Odenthal zu einem guten Team zusammengewachsen.

#### Weitere
- Rechtsmediziner Hakan Özcan (Kailas Mahadevan), seit 2015
- Ermittlerin Mara Hermann (Davina Chanel Fox), seit 2024

### Ehemalige

#### Mario Kopper
Kriminalhauptkommissar Mario Kopper ist der Kollege und Mitbewohner von Lena Odenthal. Als Polizist mit italienischer Abstammung unterstützt er sie erstmals 1996 in ihrer zehnten Folge Der kalte Tod. Kopper war wie Lena lange Zeit Single, litt aber im Gegensatz zu dieser insgeheim darunter. Seine weiteren Kollegen mögen ihn nicht besonders. Lena nennt ihn zumeist „Kopper“ und nur selten beim Vornamen.
Seine Erinnerungen an die Kindheit sind eher schlecht, weil sich sein Traum, in Italien zu leben, nie erfüllte. Die SPD wählt er nur, weil er gehört hat, dass der SPD-Politiker Scharping ein Haus in der Toskana besitzt. Kopper fährt italienische Oldtimer, zuletzt einen Fiat 130 aus den 1970ern. Seinen deutschstämmigen Vater hat er gehasst und nach dessen Tod zehn Jahre zuvor völlig aus seinen Gedanken verbannt. Seine Mutter liebt Kopper eigentlich über alles, ist aber dennoch genervt, wenn sie ihm Essenspakete ins Kommissariat schickt und ihn mit Anrufen bombardiert.
2018 wird er in der Folge Kopper aufgrund von Mafiaverstrickungen aus dem Polizeidienst entlassen und zieht zu seiner Verlobten nach Sizilien.

#### Weitere Ehemalige
- Assistent Seidel (Michael Schreiner), 1989–1994
- Elvira Kopper, Koppers Mutter (Margarete Salbach), 1996–1999
- Kriminalrat Friedrichs (Hans-Günter Martens), Odenthals Vorgesetzter, bis 2001
- Kriminalrat/-direktor Wolf (Wolfgang Hepp), Vorgesetzter, 2001–2008
- Rechtsmediziner Patrick Herzog (Achim Buch), 2003–2007
- Rechtsmedizinerin Sonja Römer (Brigitte Zeh), 2009–2012
- Kriminaltechniker Peter Becker (Peter Espeloer), 1998–2024[6]
- Sekretärin Edith Keller (Annalena Schmidt), 1998–2024

Zudem wurde Odenthal in drei Folgen der Polizeibeamte Stefan Tries, gespielt von Ben Becker, zur Seite gestellt.

## Hintergrund

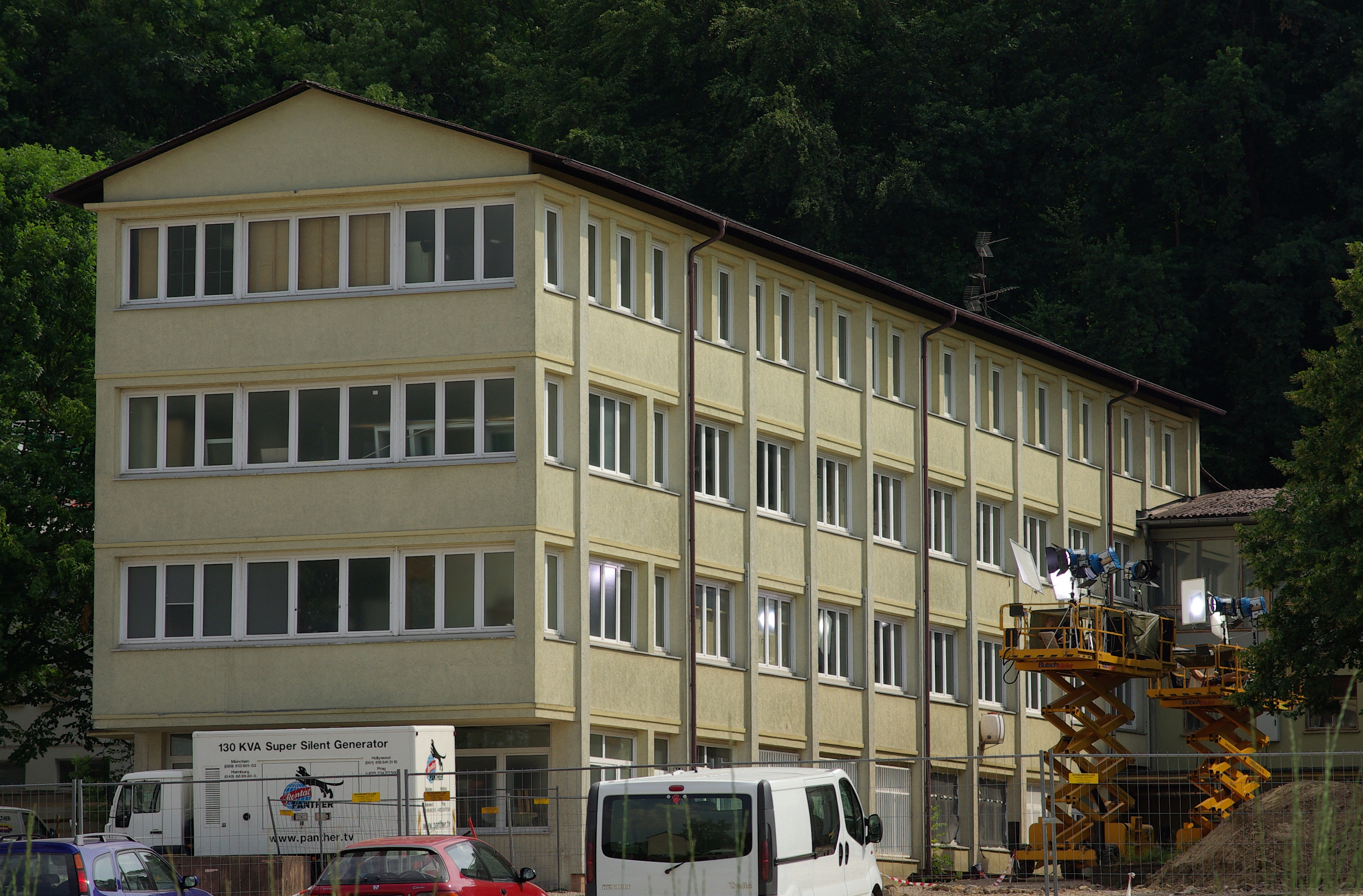
Tatort-Haus in Baden-Baden. Zum Zeitpunkt der Aufnahme waren Dreharbeiten für den 50. Fall Lena Odenthals im Gange, Hauch des Todes.

Produktionsstandort für die SWR-Tatorte ist Baden-Baden. Hier und im umgebenden Landkreis Rastatt und der nahen Großstadt Karlsruhe finden aus Kostengründen auch viele der Filmaufnahmen statt. Seit 2006 ist eine ehemalige Schule des französischen Militärs in Baden-Baden Drehort für die Innenaufnahmen der SWR-Kommissariate in Ludwigshafen sowie Stuttgart (Lannert und Bootz) und ehemals Konstanz (Blum und Perlmann). Der Szenenbildner Klaus-Peter Platten richtete ein Stockwerk des Gebäudes als Ludwigshafener Kommissariat in einem modernen Nachkriegsbaustil ein, der an Industriearchitektur erinnern soll. Zudem war die gemeinsame Wohnung von Odenthal und Kopper hier untergebracht.

## Fälle
| Fall | Titel                                | Erstausstrahlung | Folge | Drehbuch                                   | Regie                    | Besonderheiten |
| ---- | ------------------------------------ | ---------------- | ----- | ------------------------------------------ | ------------------------ | --- |
| 1    | Die Neue                             | 29. Okt. 1989    | 224   | Norbert Ehry                               | Peter Schulze-Rohr       | |
| 2    | Rendezvous                           | 04. Jun. 1990    | 231   | Martin Gies                                | Martin Gies              | |
| 3    | Tod im Häcksler                      | 13. Okt. 1991    | 249   | Stefan Dähnert, Nico Hofmann               | Nico Hofmann             | Erster Auftritt Ben Beckers als Stefan Tries |
| 4    | Falsche Liebe                        | 20. Dez. 1992    | 267   | Ulli Stephan                               | Susanne Zanke            | |
| 5    | Die Zärtlichkeit des Monsters        | 31. Okt. 1993    | 282   | Hartmut Schoen                             | Hartmut Schoen           | |
| 6    | Der schwarze Engel                   | 13. Nov. 1994    | 299   | Stefan Kolditz                             | Nina Grosse              | |
| 7    | Die Kampagne                         | 05. Mär. 1995    | 304   | Thomas Bohn                                | Thomas Bohn              | Zweiter Auftritt Ben Beckers als Stefan Tries |
| 8    | Schneefieber                         | 18. Feb. 1996    | 326   | Fred Breinersdorfer                        | Peter Schulze-Rohr       | |
| 9    | Schlaflose Nächte                    | 08. Sep. 1996    | 340   | Hartmut Schoen                             | Hartmut Schoen           | |
| 10   | Der kalte Tod                        | 06. Okt. 1996    | 343   | Sascha Arango                              | Nina Grosse              | Erster Fall mit Mario Kopper |
| 11   | Tod im All                           | 12. Jan. 1997    | 350   | Thomas Bohn                                | Thomas Bohn              | |
| 12   | Nahkampf                             | 19. Okt. 1997    | 373   | Thomas Bohn                                | Thomas Bohn              | Erster Auftritt von Kriminaltechniker Peter Becker |
| 13   | Jagdfieber                           | 29. Mär. 1998    | 380   | Fred Breinersdorfer                        | Peter Schulze-Rohr       | |
| 14   | Engelchen flieg                      | 01. Nov. 1998    | 399   | Dorothee Schön                             | Hartmut Griesmayr        | Erster Auftritt von Peter Espeloer in der Rolle als Peter Becker und erster Auftritt von Sekretärin Edith Keller                                                                  |
| 15   | Mordfieber                           | 05. Apr. 1999    | 409   | Fred Breinersdorfer                        | Ulrich Stark             | |
| 16   | Kriegsspuren                         | 10. Okt. 1999    | 424   | Harald Göckeritz                           | Nina Grosse              | |
| 17   | Offene Rechnung                      | 19. Dez. 1999    | 431   | Norbert Ehry                               | Connie Walther           | |
| 18   | Kalte Herzen                         | 02. Apr. 2000    | 440   | Thomas Bohn                                | Thomas Bohn              | |
| 19   | Der schwarze Ritter                  | 21. Mai 2000     | 443   | Dorothee Schön                             | Didi Danquart            | |
| 20   | Die kleine Zeugin                    | 27. Aug. 2000    | 452   | Harald Göckeritz                           | Miguel Alexandre         | |
| 21   | Der Präsident                        | 22. Apr. 2001    | 468   | Thomas Bohn                                | Thomas Bohn              | |
| 22   | Gute Freunde                         | 13. Mai 2001     | 470   | Harald Göckeritz                           | Martin Gies              | |
| 23   | Fette Krieger                        | 15. Jul. 2001    | 474   | Peter Lennartz                             | Dominik Reeding          | |
| 24   | Gewaltfieber                         | 02. Dez. 2001    | 488   | Fred Breinersdorfer                        | Martin Eigler            | |
| 25   | Schrott und Totschlag                | 06. Jan. 2002    | 490   | Dorothee Schön                             | Jürgen Bretzinger        | |
| 26   | Flashback                            | 11. Aug. 2002    | 507   | Martin Pristl, Johannes W. Betz            | Matthias Glasner         | |
| 27   | Romeo und Julia                      | 05. Jan. 2003    | 521   | Harald Göckeritz                           | Nicole Weegmann          | |
| 28   | Schöner sterben                      | 30. Mär. 2003    | 528   | Daniel Martin Eckhart                      | Didi Danquart            | |
| 29   | Leyla                                | 31. Aug. 2003    | 539   | Harald Göckeritz                           | Martin Weinhart          | |
| 30   | Große Liebe                          | 22. Feb. 2004    | 558   | Daniel Martin Eckhart                      | Manuel Siebenmann        | |
| 31   | Abgezockt                            | 16. Mai 2004     | 568   | Klaus-Peter Wolf                           | Christoph Stark          | |
| 32   | Gefährliches Schweigen               | 18. Jul. 2004    | 570   | Martin Eigler, Annette Bassfeld-Schepers   | Martin Eigler            | |
| 33   | Letzte Zweifel                       | 28. Mär. 2005    | 593   | Jochen Bitzer                              | Christoph Stark          | |
| 34   | Am Abgrund                           | 24. Apr. 2005    | 596   | Richard Reitinger                          | René Heisig              | |
| 35   | Ohne Beweise                         | 28. Aug. 2005    | 606   | Martin Pristl                              | Jürgen Bretzinger        | |
| 36   | Unter Kontrolle                      | 05. Mär. 2006    | 623   | Stefan Rogall                              | René Heisig              | |
| 37   | Revanche                             | 23. Apr. 2006    | 629   | Stefan Rogall                              | Johannes Grieser         | |
| 38   | Der Lippenstiftmörder                | 27. Aug. 2006    | 638   | Christoph Darnstädt                        | Andreas Senn             | |
| 39   | Nachtwanderer                        | 08. Okt. 2006    | 642   | Isolde Sammer                              | Johannes Grieser         | |
| 40   | Roter Tod                            | 28. Jan. 2007    | 654   | Horst Freund                               | Christoph Stark          | |
| 41   | Die dunkle Seite                     | 06. Mai 2007     | 665   | Jürgen Starbatty, Xaõ Seffcheque           | Thomas Freundner         | |
| 42   | Sterben für die Erben                | 01. Jul. 2007    | 670   | Dorothee Schön                             | Lars Montag              | |
| 43   | Fettkiller                           | 30. Dez. 2007    | 685   | Mario Giordano, Andreas Schlüter           | Ute Wieland              | |
| 44   | Schatten der Angst                   | 06. Apr. 2008    | 694   | Martin Eigler, Annette Bassfeld-Schepers   | Martin Eigler            | |
| 45   | Der glückliche Tod                   | 05. Okt. 2008    | 706   | André Georgi                               | Aelrun Goette            | |
| 46   | Kassensturz                          | 01. Feb. 2009    | 720   | Stephan Falk, Lars Montag                  | Lars Montag              | |
| 47   | Tödlicher Einsatz                    | 10. Mai 2009     | 733   | Kai-Uwe Hasenheit                          | Bodo Fürneisen           | |
| 48   | Vermisst                             | 11. Okt. 2009    | 743   | Christoph Darnstädt                        | Andreas Senn             | |
| 49   | Tod auf dem Rhein                    | 28. Feb. 2010    | 757   | Horst Freund                               | Patrick Winczewski       | |
| 50   | Hauch des Todes                      | 22. Aug. 2010    | 768   | Jürgen Werner                              | Lars Montag              | |
| 51   | Der Schrei                           | 17. Okt. 2010    | 776   | Harald Göckeritz                           | Gregor Schnitzler        | |
| 52   | Tödliche Ermittlungen                | 02. Jan. 2011    | 786   | Andreas Schlüter                           | Michael Schneider        | |
| 53   | Im Abseits                           | 19. Jun. 2011    | 805   | Jürgen Werner                              | Uwe Janson               | Gastauftritte von Theo Zwanziger, Steffi Jones, Célia Okoyino da Mbabi, Joachim Löw, Oliver Bierhoff                                                                              |
| 54   | Tod einer Lehrerin                   | 11. Sep. 2011    | 809   | Hans Gerd Müller-Welters, Thomas Freundner | Thomas Freundner         | |
| 55   | Tödliche Häppchen                    | 01. Jan. 2012    | 822   | Frauke Hunfeld, Josh Broecker              | Josh Broecker            | |
| 56   | Der Wald steht schwarz und schweiget | 13. Mai 2012     | 838   | Dorothee Schön                             | Ed Herzog                | |
| 57   | Kaltblütig                           | 13. Jan. 2013    | 859   | Christoph Darnstädt                        | Andreas Senn             | |
| 58   | Freunde bis in den Tod               | 06. Okt. 2013    | 882   | Harald Göckeritz                           | Nicolai Rohde            | |
| 59   | Zirkuskind                           | 16. Feb. 2014    | 900   | Harald Göckeritz                           | Till Endemann            | |
| 60   | Blackout                             | 26. Okt. 2014    | 921   | Eva Zahn, Volker A. Zahn                   | Patrick Winczewski       | erster Fall mit Johanna Stern |
| 61   | Die Sonne stirbt wie ein Tier        | 18. Jan. 2015    | 932   | Harald Göckeritz                           | Patrick Winczewski       | |
| 62   | Roomservice                          | 25. Mai 2015     | 948   | Stefan Dähnert, Patrick Brunken            | Tim Trageser             | |
| 63   | LU                                   | 13. Dez. 2015    | 966   | Dagmar Gabler                              | Jobst Christian Oetzmann | |
| 64   | Du gehörst mir                       | 14. Feb. 2016    | 975   | Jürgen Werner                              | Roland Suso Richter      | |
| 65   | Babbeldasch                          | 26. Feb. 2017    | 1012  | Sönke Andresen                             | Axel Ranisch             | |
| 66   | Kopper                               | 07. Jan. 2018    | 1042  | Patrick Bruncken                           | Roland Suso Richter      | letzter Fall mit Mario Kopper |
| 67   | Waldlust                             | 04. Mär. 2018    | 1050  | Axel Ranisch                               | Sönke Andresen           | |
| 68   | Vom Himmel hoch                      | 09. Dez. 2018    | 1074  | Thomas Bohn                                | Thomas Bohn              | |
| 69   | Maleficius                           | 08. Sep. 2019    | 1102  | Thomas Bohn                                | Thomas Bohn              | Der Film wurde am 16. August 2019 auf dem SWR-Sommerfestival in Mainz dem Publikum vorgestellt.                                                                                   |
| 70   | Die Pfalz von oben                   | 17. Nov. 2019    | 1109  | Stefan Dähnert                             | Brigitte Maria Bertele   | Fortsetzung der Folge Tod im Häcksler (1991), dritter und letzter Auftritt Ben Beckers als Stefan Tries, Erstsendung anlässlich des 30-jährigen Bestehens der Figur Lena Odenthal |
| 71   | Leonessa                             | 8. März 2020     | 1123  | Wolfgang Stauch                            | Connie Walther           | Premiere am 26. August 2019 auf dem Festival des deutschen Films. |
| 72   | Unter Wölfen                         | 26. Dez. 2020    | 1150  | Thomas Bohn                                | Thomas Bohn              | |
| 73   | Hetzjagd                             | 14. Feb. 2021    | 1156  | Thomas Bohn                                | Thomas Bohn              | |
| 74   | Der böse König                       | 11. Apr. 2021    | 1163  | Martin Eigler                              | Martin Eigler            | |
| 75   | Marlon                               | 8. Mai 2022      | 1200  | Karlotta Ehrenberg                         | Isabel Braak             | |
| 76   | Das Verhör                           | 4. Sep. 2022     | 1207  | Stefan Dähnert                             | Esther Wenger            | |
| 77   | Lenas Tante                          | 22. Jan. 2023    | 1223  | Stefan Dähnert                             | Tom Lass                 | |
| 78   | Gold                                 | 3. Sep. 2023     | 1242  | Fred Breinersdorfer, Katja Röder           | Esther Wenger            | |
| 79   | Avatar                               | 7. Jan. 2024     | 1256  | Harald Göckeritz                           | Miguel Alexandre         | Peter Becker und Edith Keller gehen in den Ruhestand. |
| 80   | Dein gutes Recht                     | 27. Okt. 2024    | 1277  | Martin Eigler                              | Martin Eigler            | |
| 81   | Der Stelzenmann                      | 1. Jan. 2025     | 1287  | Harald Göckeritz                           | Miguel Alexandre         | |
| 82   | Mike & Nisha                         |                  |       | Annette Lober                              | Didi Danquart            | Die Premiere erfolgte am 27. Juni 2025 im Rahmen des SWR Sommerfestivals in der Speyerer Gedächtniskirche.                                                                        |